# Đền Ngọc Quế
Đền Ngọc Quế là một ngôi đền thuộc địa phận thôn Ngọc Quế, xã Quỳnh Hoa, huyện Quỳnh Phụ, tỉnh Thái Bình. Ngôi đền này nằm bên bờ hữu ngạn sông Luộc. Người dân ở đây coi Đền Ngọc Quế là một nơi linh thiêng, lập ra để thờ vị thần là quan Ngự Y tên là Đỗ Huyến, người có công chống giặc ngoại xâm và tài chữa những căn bệnh nan y trong Hoàng Cung từ thời Hùng Vương thứ 18. Đền cũng là nơi thờ Quốc công tiết chế Trần Hưng Đạo.

## Quá trình xây dựng và phát triển
Dựa trên kết quả khảo cổ học thì không ai biết chính xác đền được xây dựng từ khi nào nhưng theo truyền thuyết thì đền được xây dựng từ đời Hùng Vương thứ 18. Theo bi ký còn lưu giữ tại đền thì đợt trùng tu lớn nhất vào năm Vĩnh Hựu thứ 2 (1736) thời Lê - Trịnh, do các quan lại địa phương cùng với người dân huy động nguồn lực. Trải qua nhiều thăng trầm, biến cố của thời gian, ngôi đền này vẫn còn giữ được vẻ cổ kính, in đậm nhiều dấu tích kiến trúc, điêu khắc thời Lê-Trịnh như gạch xây, kẻ góc và đặc biệt là đồ tế khí vẫn còn lưu giữ trong đền. Theo lời kể của các bậc cao niên trong thôn thì đền còn có một lần trùng tu nữa vào thời Nguyễn và vẫn giữ được dáng vẻ kiến trúc đó cho đến ngày hôm nay.
Đền Ngọc Quế xếp hạng Di tích lịch sử văn hóa Quốc gia theo quyết định số: 1214 ngày 30 tháng 10 năm 1990.

## Lễ hội
Ngày mùng 4 tháng Giêng hàng năm là ngày lễ "Khánh Hạ", mở cửa Đền.
Ngày 8 tháng 8 âm lịch (hàng năm) là đền có tổ chức lễ hội để khách du lịch đến tế lễ cúng bái, chơi trò chơi dân gian và cúng tiến.
Về húy kỵ thì kiêng ngặt màu trắng, không dùng màu trắng trong tế tự ngài.
Thông thường lễ hội Đền Ngọc Quế được tổ chức trong vòng 3 ngày. Ngoài phần tế, lễ dâng hương ra thì lễ hội này còn có các chương trình văn nghệ, thể thao truyền thống như cờ tướng, kéo co nam nữ, thi đấu pháo đất, múa lân, rước kiệu, múa dân gian, chọi gà.